# Scheinselbständigkeit
Die Scheinselbständigkeit erweckt auf dem Arbeitsmarkt den Rechtsschein der Selbständigkeit, obwohl tatsächlich ein Arbeitsverhältnis besteht.

## Allgemeines
Ob jemand Arbeitnehmer, arbeitnehmerähnliche Person, Freiberufler, freier Mitarbeiter, Selbständiger, Scheinselbständiger oder Unternehmer ist, hat für ihn und seinen Auftraggeber/Arbeitgeber erhebliche Rechtsfolgen. Diese betreffen das Arbeitsrecht, Sozialrecht, Sozialversicherungsrecht und Steuerrecht.
Neue Arbeitsformen ermöglichen die Wahrnehmung von rechtlichen Gestaltungsmöglichkeiten wie etwa die Entwicklung der plattformbasierten Arbeit beispielsweise in der Gig Economy, in der kleine Aufträge kurzfristig an Freelancer vergeben werden, so beispielsweise beim Lieferdienst (Takeaway.com und deren Tochtergesellschaft Lieferando in Deutschland) oder bei Fahrdiensten wie Uber und MyTaxi. Sie können ebenfalls zur Scheinselbständigkeit beitragen.
Da aus der Feststellung einer abhängigen Beschäftigung, unter anderem zusätzliche Abgaben, insbesondere die Arbeitgeberbeiträge folgen, gilt heute die Scheinselbständigkeit dem deutschen Gesetzgeber als eine Form der Schwarzarbeit. Da die zugrundeliegenden Rechtsbegriffe sehr unscharf sind und von Seiten der Sozialversicherungsträger und Gerichte unterschiedlich ausgelegt werden, kann der sozialversicherungsrechtliche Status bei Beginn des Vertragsverhältnisses in einem Statusfeststellungsverfahren geklärt werden.
Während der Begriff der Scheinselbständigkeit aus der politischen Debatte (abseits der Betroffenen) zunehmend verschwindet, ist er durch einen anderen Begriff ersetzt worden. Seit etwa 2012 findet der Begriff Werkvertrag bzw. „Missbrauch von Werkverträgen“ in Deutschland zunehmend Verwendung in der politischen Debatte und war auch Bestandteil des Koalitionsvertrages 2013 zwischen CDU/CSU und SPD. Im Fokus steht dabei primär die Verlagerung ehemaliger Kerntätigkeiten eines Betriebes zu anderen Betrieben, einschließlich  massenweiser Verlagerung ehemaliger Arbeitnehmer in diese Werkvertragsbetriebe.

## Öffentliche Meinung
Die öffentliche Wahrnehmung der Scheinselbständigkeit, auch in der Politik, unterscheidet sich deutlich von der Rechtslage. In der öffentlichen Wahrnehmung gibt es vor allem folgende Kriterien, die zur Scheinselbständigkeit genannt werden:
- nur ein Auftraggeber über einen längeren Zeitraum,
- kein Angestellter (Solo-Selbständig bzw. Solo-Entrepreneur),
- arbeitet primär in den Räumen des Auftraggebers und
- zahlt keine gesetzlichen Sozialbeiträge, sondern in private Sicherungssysteme ein.

Bis heute ist es rechtlich allerdings, zumindest im Prinzip, irrelevant, ob der Selbständige einen Tag oder drei Jahrzehnte für einen Auftraggeber tätig ist. Sind die ersten beiden Kriterien dauerhaft erfüllt, wird der Selbständige in Deutschland lediglich rentenversicherungspflichtig, kann aber nach Gesetz legal selbständig sein. Ob er hingegen scheinselbständig ist, entscheidet sich davon weitgehend unabhängig an weiteren Kriterien, z. B. der Prüfung der Weisungsunabhängigkeit oder freier Orts- und Zeiteinteilung. Die Arbeit in den Räumen des Auftraggebers wird dabei berücksichtigt, jedoch nur geringfügig. Dies führt dazu, dass auch vermeintlich Selbständige, auf die obige Kriterien nicht zutreffen, als scheinselbständig eingeordnet werden können.
So wird von der Deutschen Rentenversicherung Bund die Anzahl der Auftraggeber quasi als irrelevant erachtet, und jedes einzelne Auftragsverhältnis unabhängig geprüft, wiewohl dies sowohl dem allgemeinen Rechtsverständnis wie auch früheren Gesetzesfestlegungen widerspricht. Begründet wird dies damit, dass auch Arbeitnehmer mehrere Anstellungsverhältnisse haben können.
Im Unterschied zur öffentlichen Annahme ist die Feststellung einer abhängigen Beschäftigung keine Eigenschaft des Selbständigen, sondern eine Eigenschaft der Umstände, die der Auftraggeber in der konkreten Beauftragung schafft. Der Wunsch an einen zu beauftragenden Selbständigen, er möge bitte Nachweise erbringen, dass er nicht scheinselbständig sei, entbehrt damit jeder Grundlage. Im Unterschied zur Rechtslage etwa in den Niederlanden gibt es im spezifisch deutschen Recht keine allgemeine Zertifizierung oder Prüfung. Da jeder Auftrag für sich betrachtet wird, bestimmt der Auftraggeber im Wesentlichen selbst das Vorliegen der Bedingungen mit, etwa, ob er versucht, Vorschriften zu machen, die der freien Zeiteinteilung zuwiderlaufen. Dies bedeutet im Umkehrschluss, dass das Vorliegen einer Scheinselbständigkeit in einem Fall keineswegs die Selbständigkeit des Betreffenden komplett negiert.

## Rechtsfragen
Durch den Arbeitsvertrag wird der Arbeitnehmer im Dienste eines anderen gemäß § 611a BGB zur Arbeitsleistung weisungsgebundener, fremdbestimmter Arbeit in persönlicher Abhängigkeit verpflichtet. Das Weisungsrecht kann Inhalt, Durchführung, Zeit und Ort der Tätigkeit betreffen. Weisungsgebunden ist, wer nicht im Wesentlichen frei seine Tätigkeit gestalten und seine Arbeitszeit bestimmen kann. Der Grad der persönlichen Abhängigkeit hängt dabei auch von der Eigenart der jeweiligen Tätigkeit ab. Für die Feststellung, ob ein Arbeitsvertrag vorliegt, ist eine Gesamtbetrachtung aller Umstände vorzunehmen. Zeigt die tatsächliche Durchführung des Vertragsverhältnisses, dass es sich um ein Arbeitsverhältnis handelt, kommt es auf die Bezeichnung im Vertrag nicht an.
Betroffen sind drei weitgehend unabhängige Rechtsgebiete: das Sozialversicherungsrecht, das Arbeitsrecht und das Steuerrecht. Die größte Rolle, insbesondere im Zusammenhang mit Statusfeststellungsverfahren oder Prüfungen zur Sozialversicherung, spielt dabei das Sozialrecht. Insbesondere folgt aus der Feststellung der Scheinselbständigkeit im Sozialrecht, also der Verpflichtung zu Sozialversicherungszahlungen (für beide Parteien), etwa nicht direkt ein Arbeitsverhältnis im Sinne des Arbeitsrechts.

### Sozialversicherungsrecht
§ 7 Abs. 1 SGB IV definiert Beschäftigung als die nichtselbständige Arbeit, insbesondere in einem Arbeitsverhältnis. Anhaltspunkte für eine Beschäftigung sind eine Tätigkeit nach Weisungen und eine Eingliederung in die Arbeitsorganisation des Weisungsgebers. Eine Beschäftigung im sozialversicherungsrechtlichen Sinne ist gemäß § 7 Abs. 1 SGB IV definiert als nichtselbständige Arbeit, insbesondere in einem Arbeitsverhältnis. Aus dem Hinweis „insbesondere in einem Arbeitsverhältnis“ kann geschlossen werden, dass es sich immer dann um ein Beschäftigungsverhältnis handelt, wenn ein wirksames Arbeitsverhältnis begründet worden ist. Entscheidendes Merkmal, das die Arbeit zur Beschäftigung im Sinne der Sozialversicherung macht, ist die Nichtselbständigkeit. Dieses Merkmal ist allerdings nicht näher definiert, sondern durch die umfangreiche Rechtsprechung des BSG zur Frage des Vorliegens einer Beschäftigung durch andere Merkmale konkretisiert.
Das charakteristische Hauptmerkmal der Nichtselbständigkeit ist die persönliche Abhängigkeit. Das BSG geht bei der Begründung des Status eines Beschäftigten vom Hauptmerkmal der persönlichen Abhängigkeit des Arbeitnehmers gegenüber dem Arbeitgeber aus, wobei praktisch die persönliche Abhängigkeit synonym mit der Nichtselbständigkeit verwendet wird. Dabei sind nach Auffassung des BSG alle Umstände des Einzelfalles zu berücksichtigen. Maßgebend ist stets das Gesamtbild der jeweiligen Arbeitsleistung unter Berücksichtigung der Verkehrsanschauung. Fehlende Selbständigkeit ist vor allem dadurch gekennzeichnet, dass es keine Verfügungsmöglichkeit über die eigene Arbeitskraft gibt oder die Fremdbestimmtheit der Tätigkeit das Beschäftigungsverhältnis kennzeichnet. Es gibt keine eigene Betriebsstätte und keine im Wesentlichen frei gestaltete Arbeitstätigkeit. Jemand trägt kein Unternehmerrisiko oder ist in einen Betrieb eingegliedert. Unter einem Betrieb ist jede – und nicht nur eine gewerbliche – Arbeitsorganisation zu verstehen, z. B. das Vorhandensein eines Vorgesetzten, der das Arbeitsverfahren regelt. Liegt eine Bindung des Auftragnehmers an nur eine Vertragspartei (Ausschließlichkeitsbindung) vor oder die Arbeitsleistungen werden ausschließlich im Namen und auf Rechnung des Auftraggebers erbracht, liegen eher arbeitnehmerähnliche Verhältnisse vor. Das gilt auch, wenn sich der Auftragnehmer einem umfangreichen Vertragswerk des Auftraggebers ohne eigenen Gestaltungsspielraum unterwerfen muss oder Auftrags- und Überwachungssysteme so ausgestaltet sind, dass eine laufende Kontrolle (z. B. über ein Betriebs-Funksystem) für den Auftraggeber jederzeit möglich ist.

### Rechtsentwicklung
Ab 1999 bis zur Gesetzesnovelle des Sozialgesetzbuches 2003 wurde Scheinselbständigkeit nach § 7 Abs. 4 SGB IV vermutet, wenn mindestens drei der folgenden fünf Kriterien erfüllt waren:
- im Wesentlichen und auf Dauer – rund fünf Sechstel des Umsatzes – wird für einen Auftraggeber gehandelt
- der Selbständige beschäftigt keine sozialversicherungspflichtigen Mitarbeiter
- der Auftraggeber lässt entsprechende Tätigkeiten regelmäßig durch seine nichtselbständigen Arbeitnehmer verrichten
- der Selbständige lässt keine unternehmertypischen Merkmale erkennen
- die Tätigkeit entspricht ihrem äußeren Erscheinungsbild nach der Tätigkeit, die vorher für denselben Auftraggeber in einem Beschäftigungsverhältnis ausgeübt wurde.[7]

Ab 2003 besagte § 7 Absatz 4 SGB IV lediglich, dass Personen, die Gründerzuschuss nach § 421 Abs. 1 SGB III beantragt haben, für die Dauer ihrer Förderung widerlegbar als Selbständige beurteilt werden. Mit Wirkung vom 1. Juli 2009 wurde Absatz 4 ersatzlos gestrichen.
Der 12. Senat des Bundessozialgerichts (BSG) hat im März 2017 die Höhe des Honorars von Selbständigen relativ zum Verdienst von Angestellten als neues Kriterium eingeführt. Die Honorarhöhe sei demnach ein „gewichtiges“ Kriterium / Indiz für eine echte Selbständigkeit (im konkreten Fall waren dies 40 Euro bis 41,50 Euro je Betreuungsstunde). Allerdings handelt es sich auch bei der Honorarhöhe nur um einen bei der Gesamtwürdigung zu berücksichtigenden Anhaltspunkt, weshalb weder an die Vergleichbarkeit der betrachteten Tätigkeiten noch an den Vergleich der hieraus jeweils erzielten Entgelte beziehungsweise Honorare überspannte Anforderungen gestellt werden dürfen.
Das Bundessozialgericht präzisierte auch seine Rechtsprechung zur Weisungsbindung. Hierfür seien Weisungen von erheblichem Gewicht erforderlich. Gelegentliche Weisungen sowie die ohnehin irrelevanten fachbezogenen Weisungen können die Selbständigkeit nicht gefährden.
Auch die Vereinbarung eines festen Stundenhonorars spräche nicht zwingend für eine abhängige Beschäftigung, wenn es um reine Dienstleistungen geht und aufgrund der Eigenheiten der zu erbringenden Leistung ein erfolgsabhängiges Entgelt regelmäßig ausscheide.

### Abgrenzungen
Selbständigkeit setzt voraus, dass es sich weder um „arbeitnehmerähnliche Personen“ (etwa § 92a HGB; Einfirmen-Handelsvertreter) oder des § 12a TVG (freie Mitarbeiter für Rundfunk- und Fernsehanstalten, die wirtschaftlich abhängig und vergleichbar einem Arbeitnehmer sozial schutzbedürftig sind) noch um Heimarbeiter oder Hausgewerbetreibende (§ 2 HAG) handelt. Bei freien Mitarbeitern handelt es sich um beruflich selbständige Personen mit einem Dienstvertrag im Sinne des § 611 BGB. Auf sie finden die Regeln des Arbeitsrechts keine Anwendung. Freiberufler üben selbständig eine wissenschaftliche, künstlerische, schriftstellerische, unterrichtende oder erzieherische Tätigkeit aus, wozu beispielsweise die selbständige Berufstätigkeit der Ärzte, Zahnärzte, Tierärzte, Rechtsanwälte, Notare, Patentanwälte, Vermessungsingenieure, Ingenieure, Architekten, Handelschemiker, Wirtschaftsprüfer, Steuerberater, beratenden Volks- und Betriebswirte, vereidigten Buchprüfer, Steuerbevollmächtigten, Heilpraktiker, Dentisten, Krankengymnasten, Journalisten, Bildberichterstatter, Dolmetscher, Übersetzer, Lotsen und ähnlicher Berufe gehören (§ 18 Abs. 1 Nr. 1 EStG).
Unternehmer kann auch sein, wer keine Arbeitnehmer hat (etwa ein Handelsvertreter); Arbeitgeber kann jemand sein, ohne Unternehmer zu sein (ein Rentner beschäftigt Hauspersonal). Der niedergelassene Arzt ist zwar selbständig, aber kein Unternehmer, weil die Ausübung der Heilkunde nicht als Gewerbe gilt (§ 6 GewO), wohl aber Arbeitgeber von Arzthelferinnen. Im Normalfall ist der Arbeitgeber jedoch zugleich der Unternehmensträger und ist das Arbeitsrecht gleichsam Innenrecht des Unternehmens.
Die Abgrenzung zum Arbeitnehmer hat seit jeher den Gesetzgeber, die Fachliteratur und die Rechtsprechung befasst. Diese beschäftigen sich unter anderem mit der Rechtsfrage, ob jemand durch das Direktionsrecht den Weisungen eines anderen unterliegt oder nicht (Arbeitsrecht) oder ob er Einkünfte aus nichtselbständiger Arbeit oder Einkünfte aus selbständiger Arbeit erzielt (Steuerrecht).
Arbeitnehmer ist, wer aufgrund eines privatrechtlichen Arbeitsvertrages im Dienste eines anderen zur Leistung weisungsgebundener, fremd bestimmter Arbeit in persönlicher Abhängigkeit verpflichtet ist und in eine fremde Arbeitsorganisation eingegliedert ist. Ob ein Werkvertrag, ein Dienst- oder ein Arbeitsverhältnis besteht, zeigt der wirkliche Geschäftsinhalt. Zwingende gesetzliche Regelungen für Arbeitsverhältnisse können nicht dadurch abbedungen werden, dass Vertragsparteien ihrem Arbeitsverhältnis eine andere Bezeichnung geben; ein abhängig beschäftigter Arbeitnehmer wird nicht durch Auferlegung einer Erfolgsgarantie zum Werkunternehmer. Widersprechen sich Vereinbarung und tatsächliche Durchführung, ist letztere maßgebend.

### Kriterien
Die Bundesgerichte, vor allem das Bundesarbeitsgericht (BAG) und das Bundessozialgericht (BSG) haben Kriterien erarbeitet, anhand derer die Scheinselbständigkeit beurteilt werden kann. Indizien für selbständige Tätigkeit sind:
- Erbringung von Leistungen im eigenen Namen und auf eigene Rechnung.[17]
- Erbringung von vorher definierten Werkleistungen zum Festpreis und Bezahlung nach Abnahme des mangelfreien Werkes gegen Rechnung.
- Auftragsbezogenes Angebot in Textform (welche Leistung in welchem Zeitrahmen zu welchem Preis) und Annahme des Angebots (etwa auf der Grundlage eines schriftlichen Rahmenvertrages).
- Eigenes Haftungsrisiko für die erbrachte Dienstleistung oder das erstellte Werk und zur Absicherung dieses Risikos abgeschlossene Versicherungen. Das Risiko der Schlechtleistung trägt grundsätzlich der Arbeitgeber.[18]
- Eigenständige Preiskalkulation über Einkaufs- und Verkaufspreise und Wareneinkauf.
- Einstellung von eigenem Personal.
- Ein relativ hohes Honorar ermöglicht einer Honorarkraft die Eigenvorsorge.[19]
- Eigene Geschäftsräume.
- Einsatz von Eigenkapital und eigener Arbeitsmittel.
- Freie Gestaltung von Arbeitsorganisation, Arbeitsablauf und Arbeitszeit.
- Keine Abstimmung und Bezahlung von Urlaub und keine Krankmeldung und Entgeltfortzahlung im Krankheitsfall.
- Eigene Kundenakquisition.
- Eigene Werbung und Auftreten als Selbständiger in der Geschäftswelt (eigener Geschäftsbrief, Annoncen, Gewerbeanmeldung).

Je mehr jemand selbständig und unabhängig von Dritten arbeitet, umso eher liegt Selbständigkeit vor.
Die in Deutschland geltenden gesetzlichen Regelungen wurden mehrfach überarbeitet. Nachdem 1999 zunächst anhand einzelner konkreter Umstände eine Einstufung vorgenommen wurde, ist nunmehr lediglich in § 7 Abs. 1 Satz 2 SGB IV geregelt: „Anhaltspunkte für eine Beschäftigung sind eine Tätigkeit nach Weisungen und eine Eingliederung in die Arbeitsorganisation des Weisungsgebers.“
Wichtig zum Verständnis ist der Begriff Anhaltspunkte. Der Selbständige wird in einer umfassenden Gesamtschau bzw. Gesamtabwägung beurteilt, für die laut Bundessozialgericht folgendes nötig ist: „Eine rechtmäßige Gesamtabwägung setzt nämlich voraus, dass alle nach Lage des Einzelfalls wesentlichen Indizien festgestellt, in ihrer Tragweite zutreffend erkannt und gewichtet, in die Gesamtschau mit diesem Gewicht eingestellt und dann nachvollziehbar gegeneinander abgewogen werden.“ Zu diesen Kriterien zählen daher nach wie vor auch die Arbeitszeitgestaltung, die Möglichkeit, die vereinbarte Leistung auch durch Dritte erbringen zu lassen, und der gesamtunternehmerische Auftritt. Damit ist auch die Zahl der Auftraggeber relevant, auch wenn diese kein direktes Kriterium (mehr) ist. Das Gleiche gilt für Akquiseverhalten, Marktauftritt sowie unternehmerisches Risiko.

### Rentenversicherungspflichtige Selbständige
Auch wenn ein Beschäftigter nicht scheinselbständig ist, kann er gleichwohl rentenversicherungspflichtig sein. Dies ist in § 2 Satz 1 Nr. 9 SGB VI geregelt. Neben einer Aufzählung von rentenversicherungspflichtigen (weil als besonders schutzwürdig eingeordneten) Berufen wie etwa Lehrer, Künstler und Pflegepersonen wird dort unter 9. der umgangssprachlich so bezeichnete arbeitnehmerähnliche Selbständige definiert, aber nicht wörtlich so genannt.

### Kontrollen und Strafbarkeit
Der Gesetzgeber ist seit langer Zeit bemüht, Scheinselbständigkeit zu bekämpfen. Im Zuge dessen hat er im Jahre 2004 mit § 1 Abs. 2 Nr. 1 Schwarzarbeitsbekämpfungsgesetz (SchwarzArbG) die Scheinselbständigkeit als einen Fall der Schwarzarbeit definiert. Zuständig für die Aufdeckung unrechtmäßiger Arbeitsverhältnisse ist die Finanzkontrolle Schwarzarbeit (FKS) der Hauptzollämter.
In aller Regel liegt auch ein Verstoß gegen § 266a Abs. 1 StGB vor, weil die Arbeitnehmeranteile vorenthalten wurden.

## Rechtsfolgen
Ein Scheinselbständiger wird als Arbeitnehmer eingestuft. Für diesen gilt das Arbeitsrecht (Kündigungsschutz, Urlaub, Arbeitgeberanteile), Steuerrecht (Einkünfte aus nichtselbständiger Arbeit) oder Sozialrecht.
Sozialversicherungsrechtlich gelten Scheinselbständige als Beschäftigte, so dass für sie Beiträge zur Sozialversicherung (Kranken-, Renten-, Pflege- und Arbeitslosenversicherung) zu entrichten sind. Bei der Berechnung der Beiträge des Unternehmers zur Gesetzlichen Unfallversicherung ist der Aufwand für Scheinselbständige bei der Lohnsumme einzustellen. Hierbei kann der Arbeitgeber (mit Ausnahme der zurückliegenden drei Monate) rückwirkend für bis zu 30 Jahre (bei vorsätzlicher Hinterziehung) zur Zahlung des Arbeitgeber- und Arbeitnehmeranteils verpflichtet werden. Der Arbeitnehmer haftet maximal drei Monate. Überwiegend wird deshalb auch ein Rückgriffsanspruch des Arbeitgebers gegen den Arbeitnehmer für weiter zurückliegende Zeiträume verneint, selbst wenn feststeht, dass beide vorsätzlich handelten.
Vor der Clearingstelle der Deutschen Rentenversicherung Bund können die Beteiligten eine Klärung der Statusfrage erreichen (Statusfeststellungsverfahren: Optionales Anfrageverfahren nach § 7a Abs. 1 Satz 1 SGB IV). Das Anfrageverfahren ist jedoch nur möglich, wenn die Deutsche Rentenversicherung im Zeitpunkt der Antragstellung selbst noch kein Verfahren eingeleitet hat. Auch beim Statusverfahren wird auf die Gesamtsituation abgestellt.
Um die steuerliche Situation vorab klären zu lassen, kann beim zuständigen Finanzamt eine Lohnsteuer-Anrufungsauskunft nach § 42e EStG beantragt werden.
Wenn der Arbeitgeber und der Arbeitnehmer gemeinsam zusammenwirken, um ein Arbeitsverhältnis in einen Werkvertrag umzuformulieren, kann der Arbeitgeber die Umsatzsteuer, die der Arbeitnehmer zu Unrecht in seinen Ausgangsrechnungen ausgewiesen hat, nicht als Vorsteuer abziehen. Es wird gemeinschaftlich Lohnsteuer hinterzogen, wenn das Arbeitsverhältnis nur auf dem Papier zum Werkvertrag umgestaltet wird.
Wer sich selbst erfolgreich in einen Arbeitsvertrag klagt, erreicht, dass der Arbeitgeber künftig die Hälfte der Beiträge zur Sozialversicherung tragen muss und für die Vergangenheit Pflichtversicherung in der Sozialversicherung rückwirkend entsteht. Die Beiträge hierfür muss der Arbeitgeber in voller Höhe allein aufbringen, also einschließlich des Arbeitnehmeranteils (§ 28e, § 28g SGB IV). War der Arbeitnehmer freiwillig in der gesetzlichen Krankenversicherung versichert, so werden ihm diese Beiträge erstattet.
Die verschiedenen Interpretationen im Arbeits- und Sozialrecht können zu der schwer erklärbaren Rechtssituation in Deutschland führen, dass ein Einklagen in Arbeitsverhältnisse für diejenigen, die dies wünschen, mit hohem Rechtsrisiko verbunden ist (zum Beispiel auch bei öffentlichen Auftraggebern) während umgekehrt Selbständige zur Aufgabe ihrer frei gewählten Existenz gezwungen werden. Inwieweit hier, insbesondere bei Grenzfällen wie arbeitnehmerähnlichen Selbständigen, Grundrechte wie die Vertragsautonomie ausreichend gewürdigt werden, kann im Einzelfall hinterfragt werden. Dies gilt insbesondere dann, wenn die Schutzbedürftigkeit der Betroffenen sowie geleistete Einzahlungen in vorhandene Sozialversicherungssysteme nicht ausreichend vor einer Einschränkung der Vertragsfreiheit geprüft werden.
Große Aufmerksamkeit erhielt das sogenannte „Herrenberg-Urteil“ des Bundessozialgerichts vom 28. Juni 2022 (AZ: B 12 R 3/20 R), wonach typischerweise die in „freiberuflicher Unterrichtstätigkeit“ beschäftigten Honorarkräfte an  Musikschulen als scheinselbständig einzustufen sind und deshalb fest angestellt werden müssen.

## International
In Österreich wird Scheinselbständigkeit unterstellt, wenn jemand im erwerbsfähigen Alter als selbständig tätiger Unternehmer auftritt, obwohl er eine Arbeit verrichtet, die der eines abhängig beschäftigten Arbeitnehmers gleich kommt. Dabei wird stets die Art der verrichteten Tätigkeit als Kriterium zur Einschätzung herangezogen, insbesondere das Weisungsrecht. Die Behörden unterstellen mit dem Vorwurf einer Scheinselbständigkeit, dass ein abhängiges Beschäftigungsverhältnis umgangen werden soll, um steuerliche Abgaben und Sozialversicherungsbeiträge zu sparen. Auch ein Umgehen beispielsweise des Kündigungsschutzes auf Seiten der Auftraggeber wird hier automatisch unterstellt. Scheinselbständigkeit liegt vor, wenn jemand nach Vertrag zwar selbständige Dienst- oder Werksleistungen für ein fremdes Unternehmen erbringt, tatsächlich aber wie in einem Arbeitsverhältnis arbeitet. Der Unterschied zu einem angestellten Arbeitnehmer liegt vor allem darin, dass keine Sozialversicherungsbeiträge und Lohnsteuer bezahlt werden und die Rechte wie Kündigungsschutz und Urlaubsanspruch entfallen. Der Unterschied zu einem Selbständigen ergeben sich durch das Wegfallen typischen unternehmerischen Handelns wie die Erbringung von Leistungen im eigenen Namen und auf eigene Rechnung, Kundenakquise, Marketingmaßnahmen, freie Zeiteinteilung, Einsatz von Kapital und Mitarbeitern. 
Jedenfalls bedeute das „Zwischenparken“ beim AMS Kosten auf die Allgemeinheit „abzuwälzen“ und sei aus Sicht der Arbeiterkammer 2024 kein saisonales Phänomen. Erforderlich sei hingegen Experience-Rating in der Arbeitslosenversicherung.
Das Schweizer Recht unterscheidet zwischen selbständiger und unselbständiger Tätigkeit. Bei der selbständigen Tätigkeit führt die arbeitende Person einen eigenen Betrieb, trägt das Unternehmerrisiko vollumfänglich und kümmert sich insbesondere selber um die Sozialversicherungen. Für ihre Tätigkeit erhält sie keinen Lohn, sondern den Gewinn aus ihrer Tätigkeit. Aus Sicht der Alters- und Hinterlassenenversicherung treten Selbständigerwerbende am Markt unter eigenem Namen auf, arbeiten auf eigene Rechnung und tragen somit das wirtschaftliche Risiko selber. Zudem organisieren sie ihre Arbeit frei und unabhängig, sodass sie die Art und Weise der Arbeitsbedingungen, insbesondere die Arbeitszeiten, frei bestimmen können. Sie sind nicht weisungsgebunden wie es ein regulärer Arbeitnehmer wäre.
Eine Volksabstimmung in Kalifornien 2020 bestätigte die Grundlage von Uber und Lyft, wonach deren Angestellte weiterhin nicht als Angestellte gelten, sondern als selbständige Einzelunternehmer. (Der Abstimmung vorausgegangen war eine 205 Millionen US$ schwere Kampagne mit 19 PR-Firmen.)